# Charles Green (friidrottare)
Charles Green, född 21 augusti 1921, död 6 maj 2009, var en australisk friidrottare. Han deltog vid olympiska sommarspelen 1948.